# Corșoru
Corșoru – wieś w Rumunii, w okręgu Gorj, w gminie Alimpești. W 2011 roku liczyła 264 mieszkańców.